# ژاک فان در کلوندرت
ژاک فان در کلوندرت (هلندی: Jacques van der Klundert؛ زادهٔ ۱۵ آوریل ۱۹۳۸) دوچرخه‌سوار اهل هلند است.